# Lista de prefeitos de Acrelândia
Esta é a lista de prefeitos do município de Acrelândia, estado brasileiro do Acre.
| Nº | Nome                                                                      | Imagem                | Partido                                      | Início do mandato     | Fim do mandato                                                       | Observações                                         |
| 1  | Tião Bocalom                                                              |                       | Partido Progressista Reformador PPR          | 1º de janeiro de 1993 | 31 de dezembro de 1996                                               | Prefeito eleito em sufrágio universal               |
| 2  | Paulo César Ferreira de Araújo                                            |                       | Partido da Frente Liberal PFL                | 1º de janeiro de 1997 | 31 de dezembro de 2000                                               | Prefeito eleito em sufrágio universal               |
| 3  | Tião Bocalom                                                              |                       | Partido da Social Democracia Brasileira PSDB | 1º de janeiro de 2001 | 31 de dezembro de 2004                                               | Prefeito eleito em sufrágio universal               |
| 3  | Tião Bocalom                                                              | 1º de janeiro de 2005 | Partido da Social Democracia Brasileira PSDB | 24 de março de 2006   | Prefeito reeleito que renunciou o mandato                            |                                                     |
| 4  | Vilseu Ferreira da Silva (Rio Branco, 18.04.1960–)                        |                       | Partido Progressista PP                      | 25 de março de 2006   | 31 de dezembro de 2008                                               | Vice-prefeito eleito no cargo de Prefeito           |
| 4  | Vilseu Ferreira da Silva (Rio Branco, 18.04.1960–)                        | 1º de janeiro de 2009 | Partido Progressista PP                      | 25 de março de 2009   | Prefeito reeleito em sufrágio universal cassado por decisão judicial |                                                     |
| 5  | Carlos César Nunes de Araújo, Carlinhos                                   |                       | Partido Socialista Brasileiro PSB            | 26 de março de 2009   | fevereiro de 2011                                                    | Prefeito empossado 2º colocado nas eleições de 2008 |
| —  | Clovis Valdir Moretti                                                     |                       | Partido Socialista Brasileiro PSB            | fevereiro de 2011     | 31 de dezembro de 2012                                               | Vice-prefeito eleito no cargo de Prefeito           |
| 6  | Jonas Dales da Costa Silva, Jonas da Farmácia (Boca do Acre, 02.09.1974–) |                       | Democratas DEM                               | 1º de janeiro de 2013 | 31 de dezembro de 2016                                               | Prefeito eleito em sufrágio universal               |
| 7  | Ederaldo Caetano de Sousa (Catanduvas, 16.09.1963–)                       |                       | Partido Socialista Brasileiro PSB            | 1º de janeiro de 2017 | 31 de dezembro de 2020                                               | Prefeito eleito em sufrágio universal               |
| 8  | Olavo Francelino de Resende (Acrelândia, 01.10.1969–)                     |                       | Movimento Democrático Brasileiro MDB         | 1° de janeiro de 2021 | 31 de dezembro de 2024                                               | Prefeito eleito em sufrágio universal               |
| 8  | Olavo Francelino de Resende (Acrelândia, 01.10.1969–)                     | Republicanos REP      | 1° de janeiro de 2025                        | Atualidade            | Prefeito reeleito em sufrágio universal                              |                                                     |